# 塩化タングステン(IV)
塩化タングステン(IV)(Tungsten(IV) chloride)は、化学式WCl4の無機化合物である。反磁性の黒色固体である。塩化タングステンの1つである。

## 構造と合成
通常は、塩化タングステン(VI)の還元により合成される。赤リン、ヘキサカルボニルタングステン、ガリウム、スズ、アンチモン等、様々な還元剤が報告されているが、後者が最適であると報告されている。
{\displaystyle \mathrm {3\ WCl_{6}+2\ Sb\longrightarrow 3\ WCl_{4}+2\ SbCl_{3}} }
ほとんどの二元ハロゲン化金属と同様、塩化タングステン(VI)も重合体である。各々が八面体型のタングステン原子の直鎖から構成される。各々のタングステン中心に6つの塩化物配位子が結合しており、4つは架橋配位子である。タングステン原子間の距離は、結合(2.688 A)と非結合(3.787 A)が交互に並んでいる。

## 反応
ナトリウムと反応すると、W2Cl7誘導体が生成する。
2 WCl4  +  5 thf  +  2 Na   →   [Na(thf)3][W2Cl7(thf)2]  +  NaCl